# Grand Prix na Żużlu 2001
Grand Prix IMŚ na Żużlu 2001 (SGP) – to siódmy sezon rozstrzygania tytułu najlepszego żużlowca na świecie w formule Grand Prix. W sezonie 2001 22 żużlowców zmagało się o tytuł podczas 6 rund.

## Zasady
W 2001 obowiązywała nieco zmodyfikowana tabela biegowa w porównaniu do poprzednich lat (zwycięzcy biegów 7-8 w biegach 11-14 startowali w kasach białych; w żółtych zawodnicy z biegów 9-10). Liczba stałych uczestników pozostała jednak bez zmian. Nie mienił się natomiast system ich kwalifikacji: z Finału Interkontynentalnego i Kontynentalnego bezpośredni awans uzyskali zwycięzcy, a z GP Challenge awansowała czołowa dziesiątka.
Pierwsza część zawodów (biegi 1-10) nazwano Turniejem eliminacyjnym, który był wstępem do Turnieju głównego (biegi 11-20). Zawody kończyły się czterema biegami finałowymi (dwa półfinały, finał pocieszenia – Mały Finał, oraz Dużym Finałem).
W turnieju głównym rozstawiono najlepszą ósemkę z poprzedniego sezonu (w pierwszym turnieju), a od następnego najlepszą ósemkę z poprzedniej eliminacji (spośród stałych uczestników).
Zarówno w turnieju eliminacyjnym jak i w turnieju głównym dwa słabsze biegi (trzecie lub czwarte miejsce) oznaczało odpadnięcie z turnieju i otrzymanie stosownej liczby punktów (w zależności od zajętego miejsca).
Do Grand Prix 2002 bezpośrednio kwalifikowała się czołowa dziesiątka, pozostali stali uczestnicy wystartowali w Grand Prix Challenge 2001.

### Punkty GP
Klasyfikacja generalna Grand Prix tworzona jest na podstawie zdobytych punktów Grand Prix. Punkty za zajęte miejsce w końcowej klasyfikacji poszczególnej eliminacji obowiązywały takie same niezmiennie od 1998.
Zawodnicy, którzy kończyli rywalizację w turnieju eliminacyjnym zajmowali miejsca 17-24. Kończąc zawody na turnieju głównym zostało się sklasyfikowanym na miejscach 9-16. Miejsca czołowej ósemki były zarezerwowane dla uczestników biegów finałowych.
Miejsca 9-24 były parami sobie równe (tzn dwóch zawodników kończyło rywalizację z tą samą liczbą punktów. Na wyższym miejscu sklasyfikowany był ten zawodnik, który miał niższy numer startowy.
| 1. – 25 punktów 2. – 20 punktów 3. – 18 punktów 4. – 16 punktów 5. – 15 punktów 6. – 14 punktów 7. – 12 punktów 8. – 10 punktów | 9. – 8 punktów 10. – 8 punktów 11. – 7 punktów 12. – 7 punktów 13. – 6 punktów 14. – 6 punktów 15. – 5 punktów 16. – 5 punktów | 17. – 4 punktów 18. – 4 punktów 19. – 3 punktów 20. – 3 punktów 21. – 2 punktów 22. – 2 punktów 23. – 1 punktów 24. – 1 punktów |

## Zawodnicy
W każdej z eliminacji startowało 24 zawodników (22 stałych uczestników oraz dwóch z dziką kartą):
| - Czołowa dziesiątka z Grand Prix 2000: 1. Mark Loram 2. Billy Hamill 3. Tony Rickardsson 4. Jason Crump 5 Greg Hancock 6. Leigh Adams 7. Tomasz Gollob 8. Todd Wiltshire 9. Ryan Sullivan 10. Chris Louis - Czołowa dziesiątka z GP Challenge 2000: 11. Peter Karlsson 12. Carl Stonehewer 13. Nicki Pedersen 14. Rune Holta 15. Mikael Karlsson 16. Piotr Protasiewicz 17. Jimmy Nilsen 18. Joe Screen (całoroczna kontuzja – nie wystąpił ani razu) 19. Brian Andersen 20. Andy Smith | - Zwycięzca Finału Interkontynentalnego: 21. Niklas Klingberg - Zwycięzca Finału Kontynentalnego: 22. Matej Ferjan - Zawodnicy z dziką kartą (numery 23. i 24.): 23. Robert Barth (raz) 24. Mirko Wolter (raz) 23. Martin Dugard (raz) 24. Scott Nicholls (raz) 23. Hans Clausen (raz) 24. Jesper B. Jensen (raz) 23. Antonín Kasper (raz; ponadto 2 razy jako rezerwowy) 24. Bohumil Brhel (raz) 23. Krzysztof Cegielski (raz) 24. Jarosław Hampel (raz) 23. Andreas Jonsson (raz) 24. Stefan Andersson (raz) - Stali rezerwowi: 25. Henrik Gustafsson (6 razy) 26. Grzegorz Walasek (4 razy) 27. Antonín Kasper (2 razy; ponadto raz jako dzika karta) |

## Terminarz i wyniki
Sezon 2001 składał się z 6 rund, które odbyły się w sześciu krajach.
| Lp. | Data        | Grand Prix        | Stadion            | Miasto    | Zwycięzca        |        |
| --- | ----------- | ----------------- | ------------------ | --------- | ---------------- | ------ |
| 1   | 5 maja      | Niemiec           | F. L. Jahn Stadium | Berlin    | Tomasz Gollob    | Wyniki |
| 2   | 9 czerwca   | Wielkiej Brytanii | Millenium Stadium  | Cardiff   | Tony Rickardsson | Wyniki |
| 3   | 28 lipca    | Danii             | Speedway Center    | Vojens    | Tony Rickardsson | Wyniki |
| 4   | 18 sierpnia | Czech             | Stadion Markéta    | Praga     | Billy Hamill     | Wyniki |
| 5   | 8 września  | Polski            | Stadion Polonii    | Bydgoszcz | Jason Crump      | Wyniki |
| 6   | 29 września | Szwecji           | Stadion Olimpijski | Sztokholm | Jason Crump      | Wyniki |

## Klasyfikacja końcowa
| Lp. | Zawodnik                 | Suma | Niemcy | Wielka Brytania | Dania | Czechy | Polska | Szwecja |
| 1   | (3) Tony Rickardsson     | 121  | 16     | 25              | 25    | 20     | 20     | 15      |
| 2   | (4) Jason Crump          | 113  | 5      | 20              | 20    | 18     | 25     | 25      |
| 3   | (7) Tomasz Gollob        | 89   | 25     | 18              | 16    | 16     | 8      | 6       |
| 4   | (9) Ryan Sullivan        | 80   | 10     | 15              | 8     | 15     | 14     | 18      |
| 5   | (6) Leigh Adams          | 69   | 12     | 8               | 18    | 10     | 7      | 14      |
| 6   | (2) Billy Hamill         | 61   | 5      | 3               | 4     | 25     | 16     | 8       |
| 7   | (15) Mikael Karlsson     | 59   | 2      | 2               | 12    | 5      | 18     | 20      |
| 8   | (8) Todd Wiltshire       | 56   | 14     | 14              | 14    | 6      | 3      | 5       |
| 9   | (1) Mark Loram           | 54   | 6      | 8               | 5     | 7      | 12     | 16      |
| 10  | (21) Niklas Klingberg    | 54   | 4      | 16              | 15    | 8      | 4      | 7       |
| 11  | (13) Nicki Pedersen      | 52   | 18     | 7               | 7     | 6      | 8      | 6       |
| 12  | (12) Carl Stonehewer     | 46   | 7      | 5               | 4     | 12     | 6      | 12      |
| 13  | (5) Greg Hancock         | 43   | 8      | 6               | 5     | 4      | 10     | 10      |
| 14  | (14) Rune Holta          | 41   | 1      | 2               | 10    | 8      | 15     | 5       |
| 15  | (11) Peter Karlsson      | 39   | 15     | -               | 8     | 2      | 6      | 8       |
| 16  | (26) Grzegorz Walasek    | 34   | –      | 10              | 6     | 14     | 4      | -       |
| 17  | (25) Henrik Gustafsson   | 33   | 20     | 3               | 2     | 3      | 2      | 3       |
| 18  | (19) Brian Andersen      | 23   | 8      | 5               | 3     | 4      | 1      | 2       |
| 19  | (22) Matej Ferjan        | 21   | 7      | 7               | 1     | 2      | 3      | 1       |
| 20  | (16) Piotr Protasiewicz  | 20   | 4      | 6               | 1     | 5      | 2      | 2       |
| 21  | (17) Jimmy Nilsen        | 20   | 1      | 12              | 7     | -      | -      | -       |
| 22  | (20) Andy Smith          | 12   | 3      | 1               | 2     | 1      | 1      | 4       |
| 23  | (23) (27) Antonín Kasper | 11   | –      | -               | -     | 3      | 5      | 3       |
| 24  | (24) Bohumil Brhel       | 7    | –      | -               | -     | 7      | -      | -       |
| 25  | (24) Jarosław Hampel     | 7    | –      | -               | -     | -      | 7      | -       |
| 26  | (24) Andreas Jonsson     | 7    | –      | -               | -     | -      | -      | 7       |
| 27  | (10) Chris Louis         | 6    | 3      | 1               | -     | 1      | -      | 1       |
| 28  | (23) Robert Barth        | 6    | 6      | -               | -     | -      | -      | -       |
| 29  | (23) Hans Clausen        | 6    | –      | -               | 6     | -      | -      | -       |
| 30  | (23) Krzysztof Cegielski | 5    | –      | -               | -     | -      | 5      | -       |
| 31  | (23) Martin Dugard       | 4    | –      | 4               | -     | -      | -      | -       |
| 32  | (23) Stefan Andersson    | 4    | –      | -               | -     | -      | -      | 4       |
| 33  | (24) Scott Nicholls      | 4    | –      | 4               | -     | -      | -      | -       |
| 34  | (24) Jesper B. Jensen    | 3    | –      | -               | 3     | -      | -      | -       |
| 35  | (24) Mirko Wolter        | 2    | 2      | -               | -     | -      | -      | -       |
|     | (18) Joe Screen          | -    | –      | -               | -     | -      | -      | -       |
| Lp. | Zawodnik                 | Suma | Niemcy | Wielka Brytania | Dania | Czechy | Polska | Szwecja |